# Chiesa di San Michele Arcangelo ai Minoriti

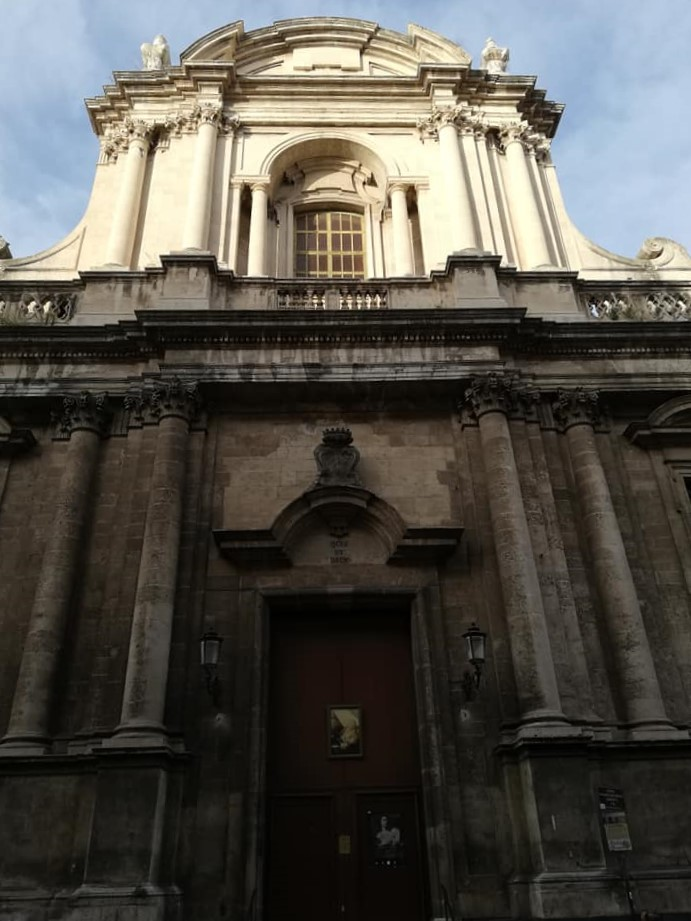
Kerk San Michele Arcangelo ai Minoriti in Catania, Italië.

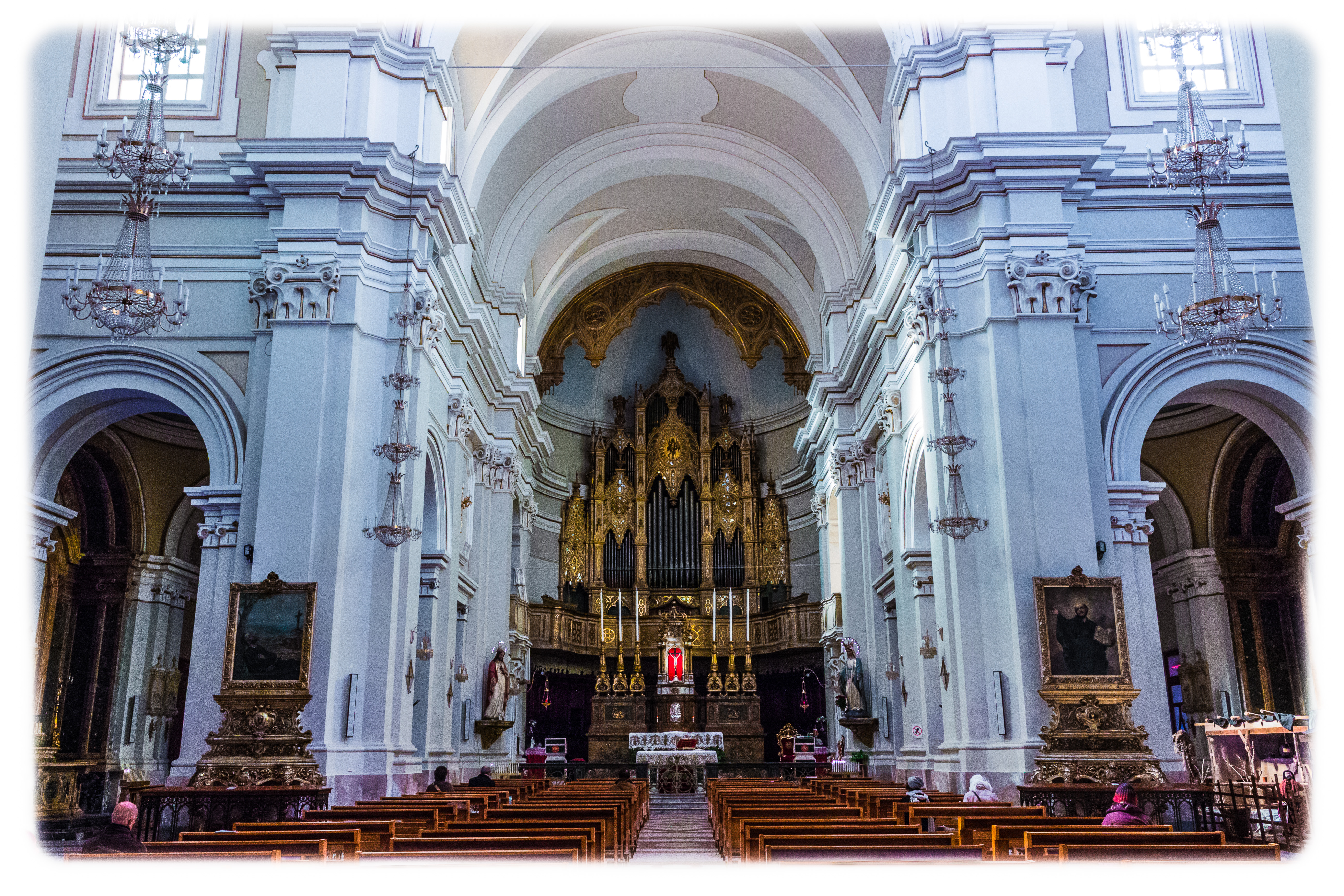
Hoofdbeuk.

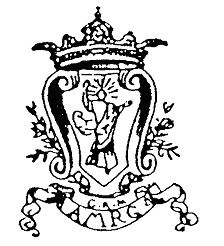
Embleem van de Orde der Mindere Reguliere Clerici

De Chiesa di San Michele Arcangelo ai Minoriti is een voormalige kloosterkerk in Catania, op het Italiaanse eiland Sicilië. Het staat aan de Via Etnea. De kloosterorde was deze van de Caracciolini, met officiële naam Orde der Mindere Reguliere Clerici, in het Latijn: Ordo Clericorum Regularium Minorum.
De 18e-eeuwse kerk is in Siciliaanse barokstijl. De kerk is toegewijd aan de aartsengel Michaël. Het kerkschip telt drie beuken in een Latijns kruis ingebed. Aan de ingang leidt een dubbele marmeren trap naar de eerste verdieping van de kerk. De wijwatervaten zijn van gekleurd marmer. Een van de zijaltaren is toegewijd aan de Annunciatie; het schilderij boven dit zijaltaar is van Guglielmo Borremans uit de Zuidelijke Nederlanden.
Links van de kerk staat het voormalige kloostergebouw waarin de diensten van de prefectuur Catania en de metropolitane stad Catania gevestigd zijn.

## Historiek
Vanaf 1625 kende Catania een klooster van de Caracciolini. Deze genoot de steun van de Senaat van Catania. Een rijke senator Giambattista Paterno schonk zijn fortuin aan de kloosterorde.
Ten gevolge van de aardbeving in 1693 werd Catania verwoest. Het klooster der Caracciolini lag in puin. De overste Bartolomeo Asmondo had de aardbeving overleefd en startte met de heropbouw. Hij belastte zowel Stefano Ittar als Francesco Battaglia met de bouwplannen. Vanaf de jaren 1700 werd de kerk in verschillende fasen heropgebouwd, net zoals het nieuwe kloosterpand. De koepel werd afgewerkt tussen de jaren 1771 en 1787. De bisschop van Catania, Corrado Maria Deodato Moncada wijdde nadien de kerk in.
Na de eenmaking van Italië besliste de overheid het klooster der Caracciolini af te schaffen en het pand te confisqueren (1866). De kloosterlingen trokken naar een kleiner klooster in de buurt met een kleinere kerk: de Immacolata Concezione Beata Maria Vergine ai Minoritelli in de Via Gesualdo. De kerk aan de Via Etnea werd een parochiekerk. Het kloostercomplex ernaast werd betrokken zowel door de prefectuur van Catania als door de provincie Catania, later de metropolitane stad Catania. De gelijkvloerse verdieping van het kloosterpand is verhuurd aan winkeliers.